# Évriguet
Évriguet (Gallo Évrigèt, bretonisch Evriged) ist eine französische Gemeinde mit 210 Einwohnern (Stand 1. Januar 2022) im Département Morbihan in der Region Bretagne.

## Geografie
Évriguet liegt rund 54 Kilometer nordöstlich von Vannes im Nordosten des Départements Morbihan im Tal des Léverin.
Nachbargemeinden sind Brignac im Norden, Saint-Brieuc-de-Mauron im Osten, Guilliers im Süden und Südwesten sowie Ménéac im Westen.

## Bevölkerungsentwicklung
| Jahr                       | 1962 | 1968 | 1975 | 1982 | 1990 | 1999 | 2006 | 2012 | 2019 |
| Einwohner                  | 290  | 271  | 219  | 182  | 192  | 187  | 186  | 175  | 199  |
| Quellen: Cassini und INSEE |      |      |      |      |      |      |      |      |      |

## Sprache
Im Frühmittelalter wurde die Gegend durch Bretonen besiedelt und deren Umgangssprache Alltagssprache. Bei der Zweiten Rückzugswelle der Bretonischen Sprache im Spätmittelalter (zwischen 1200 und 1500) kam es zum Sprachwechsel hin zum Gallo. Dieser Dialekt des Französischen ist mittlerweile beinahe ausgestorben und die Bevölkerung spricht heute französisch.

## Sehenswürdigkeiten

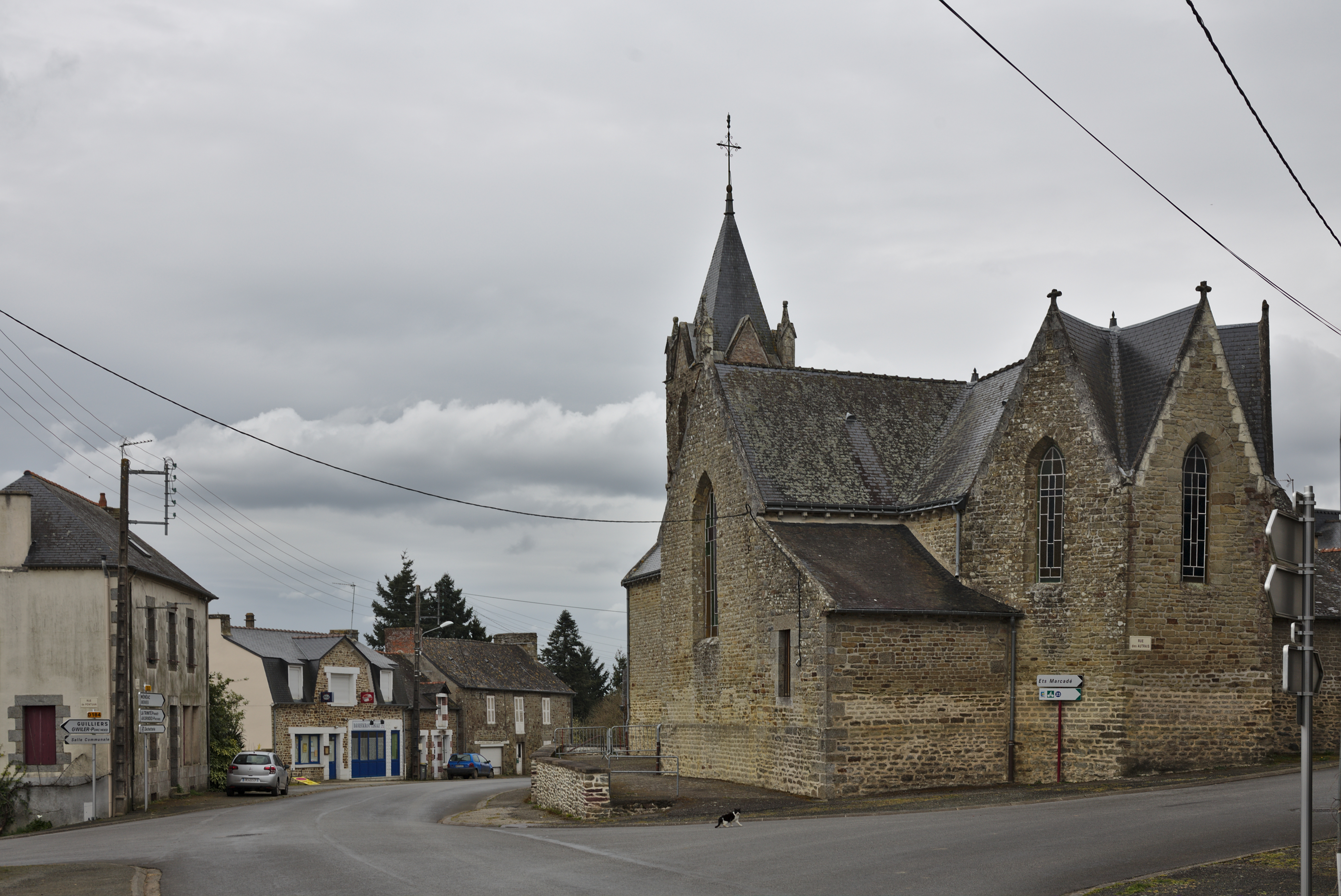
Kirche Saint-Méen

- Kirche Saint-Méen